# Aartsbisdom San Fernando
Het aartsbisdom San Fernando (Latijn: Archidioecesis Sancti Ferdinandi) is een rooms-katholiek aartsbisdom met als zetel San Fernando, op de Filipijnen. Het omvat de provincie Pampanga. De aartsbisschop van San Fernando is metropoliet van de kerkprovincie San Fernando, waartoe ook de suffragane bisdommen Balanga, Iba en Tarlac behoren.

## Geschiedenis
Het aartsbisdom werd opgericht op 11 december 1948, als het bisdom San Fernando, uit delen van het aartsbisdom Manilla, en was suffragaan aan het aartsbisdom Manilla. Op 17 maart 1975 werd het verheven tot metropolitaan aartsbisdom.
Het verloor gebied bij de oprichting van de territoriale prelatuur Iba (1955) en de bisdommen Cabanatuan (1963), Tarlac (1963) en Balanga (1975). 

## Parochies
Het aartsbisdom had in 2022 een oppervlakte van 2.180 km2 en telde 2.900.637 inwoners waarvan 86,0% rooms-katholiek was.

## Ordinarii

### Bisschoppen
- Cesar Maria Guerrero y Rodriguez (14 mei 1949 - 14 maart 1957)

### Aartsbisschoppen
- Emilio Cinense y Abera (bisschop: 15 maart 1957, aartsbisschop: 17 maart 1975 - 5 mei 1978)
  - Celso Nogoy Guevarra (hulpbisschop: 20 juni 1972 - 4 juni 1975)
- Oscar Valero Cruz (22 mei 1978 - 24 oktober 1988)
  - Jesus Castro Galang (hulpbisschop: 23 mei 1987 - 7 december 1991)
- Paciano Basilio Aniceto (31 januari 1989 - 25 juli 2014)
  - Roberto Calara Mallari (hulpbisschop: 14 januari 2006 - 15 mei 2012)
  - Pablo Virgilio Siongco David (hulpbisschop: 27 mei 2006 - 14 oktober 2015)
- Florentino Galang Lavarias (25 juli 2014 - heden)

## Galerij van afbeeldingen

Wapen van het aartsbisdom
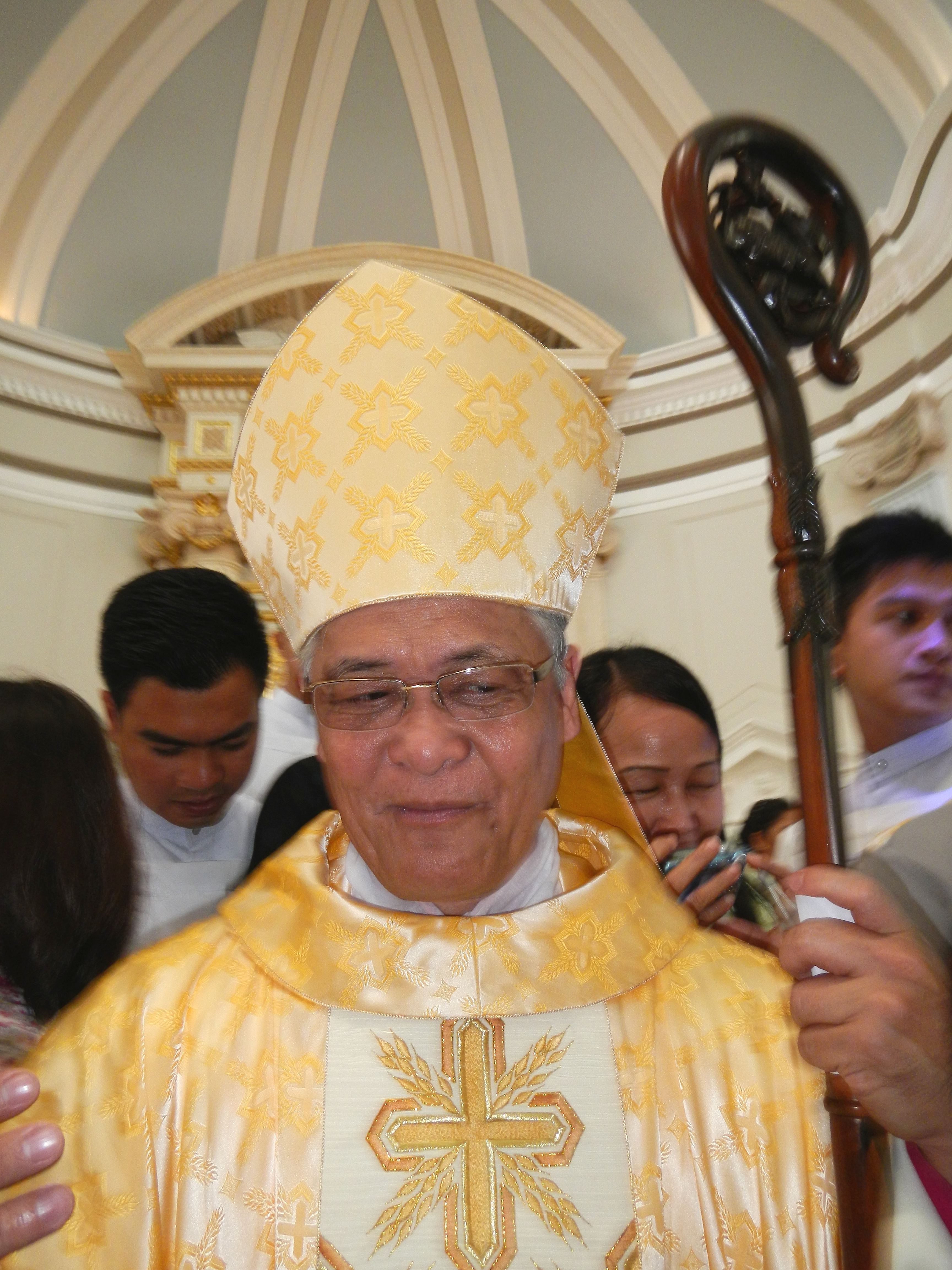
Aartsbisschop Florentino Galang Lavaria (2014-heden)
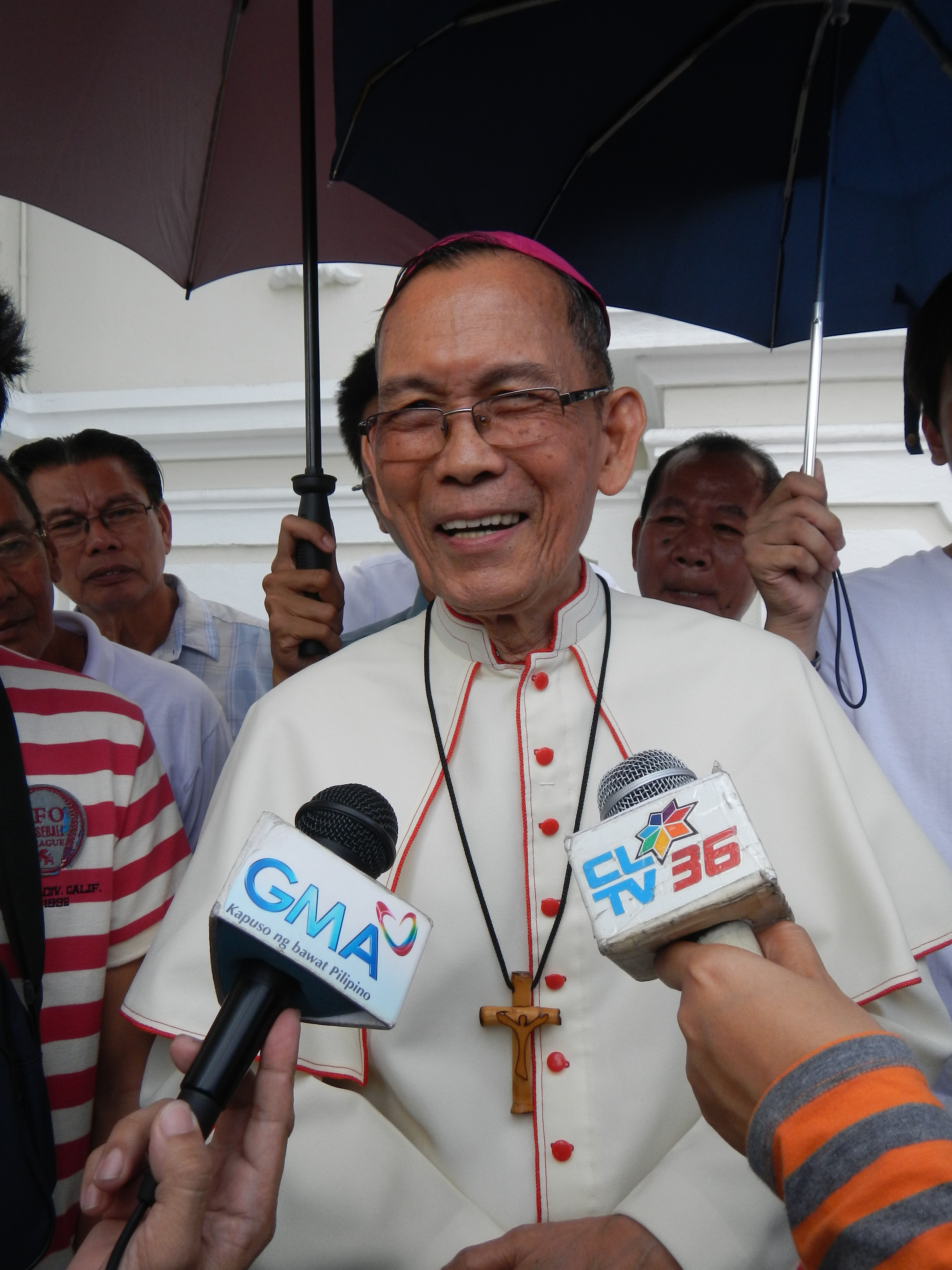
Aartsbisschop Paciano Basilio Aniceto (1989-2014)

San Fernando (aartsbisdom) · Balanga · Iba · Tarlac